# 오클로
오클로(Oklo)는 중앙아프리카의 가봉국 오크오고웨 주에 있는 프랑스빌 인근의 지역이다. 1972년 이 지역의 우라늄 광산에서 여러 개의 천연 핵분열로가 발견되었다.

## 같이 보기
- 오클로 천연원자로
- 심 지질 저장소
- 우라늄 광산 목록
- 무나나